# Tomasjorda
Tomasjorda est une localité du comté de Troms, en Norvège.

## Géographie
Administrativement, Tomasjorda fait partie de la kommune de Tromsø.